# Pahuatlán
Pahuatlán (del náhuatl: Pahuatlan ‘fruta-lugar’‘Lugar de los frutos’) es una localidad del norte del estado mexicano de Puebla que constituye uno de los principales enclaves de población otomí en el estado, en una zona donde la mayoría de la población indígena es nahua. Pahuatlán es conocido por la elaboración de papel amate siguiendo una técnica artesanal prehispánica.

## Historia
El pueblo de Pahuatlán fue fundado en 1532 por unos frailes agustinos. Sin embargo, su historia se remonta a los tiempos prehispánicos.
El territorio de lo que es hoy el Municipio de Pahuatlán formaba parte del antiguo reinado del Totonacapán. Cuando los Totonacas empezaron a retirarse de la sierra, la zona fue ocupada por Nahuas y Otomíes (o ñähñus como se llaman a sí mismos), quienes se disputaron el territorio hasta la llegada de los frailes Agustinos.
La tradición oral cuenta que estos obligaron a 50 jóvenes nahuas a casarse con jovencitas otomíes, y a 50 jóvenes otomíes a casarse con jovencitas nahuas. Leyenda o no, la presencia de los frailes puso fin a la guerra entre las dos etnias y se produjo un cierto sincretismo entre las culturas totonaca, nahuatl y otomí. A pesar de eso, las etnias nunca se integraron: hoy en día subsiste el enclave otomí de San Pablito en medio de una zona nahuatl como la comunidad de Xolotla y mestiza como el propio Pahuatlán de Valle. El 23 de marzo de 2012 Pahuatlán de Valle se convierte en el Pueblo Mágico número 54 de México, en reconocimiento a su exquisita cultura ancestral y su misticismo que predomina hasta nuestros días.
Su atractivo reside en sus magníficos paisajes, las tradiciones de sus habitantes y la sencilla iglesia de Santiago Apóstol 1652 y unas casas en la plaza principal del pueblo.

## Gastronomía
La gastronomía de la región es resultado de la fusión de las culturas Totonaca, Nahua y Otomí, con los ingredientes españoles, ofreciendo platillos como:
Pascal de Cacahuate y de pepita con carne de pollo o cerdo, Salsa de hormigas, (Chicales). Tamales de hollejo, Tamales de Cacahuate, Mole poblano con distintas variantes dependiendo la zona en la que se cocine, Tlayulas y taquitos de cebolla, itacates de quelites (hierba comestible de la región), Chicharrón de res y cerdo, Cecina ahumada, Distintas variedades de flores comestibles como las flores de equizote, de equimites o de frijol, más de 20 variedades de plantas comestibles como: los quintoniles, los quelites de venado, de monte, de llovizna, orejas de tigre, lenguas de vaca, berros, cilantros, pápalos, etc. Cacahuates en distintas presentaciones como: hervido, tostado, asado o crudo. Frijol Torito seco o tierno, Frijolón, Garbanzos verdes o secos. Pahuas (Grandes aguacates que dan nombre al municipio) Panes de Granillo y Huevo. Bebidas Tradicionales como el Atole de Cacahuate, Piña, Cacao, Mora o Maíz. Licores de Acachul, Piña, Café, Jobo y distintas frutas de la región, los cuales son elaborados a base de aguardiente. EL Café de la región es de excelente gracias a su olor, consistencia y sabor, el café pahuateco es capaz de competir con los mejores granos a nivel internacional. calidad por la altura en la que se cultiva; la cual ronda los 1200 m s. n. m. por lo que se considera café de montaña. Para el postre: Dulcería típica a base de piloncillo y distintas recetas de repostería como taquitos de arroz, pemoles, rebanadas de manjar realizadas por manos pahuatecas, etc.

## Ciudades hermanadas
La ciudad de Pahuatlán está hermanada con las siguientes ciudades ciudades:
- Calpulalpan, México (2014).[5]
- Juan Galindo, México (2014).[5]
- Xicotepec, México (2014).[5]
- Naupan, México (2014).[5]